# Christian E. Christiansen
Christian E. Christiansen (Kalundborg, 14 dicembre 1972) è un regista, sceneggiatore e attore danese.

## Filmografia

### Regista
- Råzone (2006)
- Om natten (2007) - cortometraggio
- Dig og mig (2008)
- Mikkel og guldkortet (2008) - serie TV
- Zoomerne (2009) - anche sceneggiatore
- ID:A (2011)
- The Roommate - Il terrore ti dorme accanto (The Roommate) (2011)
- Lev stærkt (2014) - anche sceneggiatore
- Where the Devil Hides (2014)
- Gidseltagningen (2017) - serie TV

### Attore
- Sidste time, regia di Martin Schmidt (1995)
- Leïla, regia di Gabriel Axel (2001)